# Scipione Borghese (1871-1927)
Pour les articles homonymes, voir Scipione Borghese.
Scipione Borghese (11 février 1871, Migliarino - 15 mars 1927, Florence), prince de Sulmona, est un explorateur, pilote automobile et homme politique italien.

## Biographie
Scipione Borghese naît sous le nom de Luigi Marcantonio Francesco Rodolfo Scipione Borghese le 11 février 1871 dans le château de Migliarino qui appartient à sa famille, les Borghese, issue de l'aristocratie romaine. Il est le fils de Paolo Borghese (1845-1920), 9e prince de Sulmona, dont son fils héritera le titre, et de la comtesse Ilona Apponyi de Nagy-Appony (1848-1914). Scipione a pour grand-oncle le général d'Empire et beau-frère de Napoléon Ier, le prince Camille Borghèse.
Scipione étudie les sciences physiques et les mathématiques à Rome avant de rentrer à l'Académie militaire de Turin dont il sort avec le grade de sous-lieutenant d'artillerie en 1892. L'année suivante, il étudie à l'École libre des sciences politiques à Paris.
Il succède ensuite à son père dans la direction des affaires familiales. Il contribue ainsi à la création d'un Consortium agricole coopératif à proximité du lac de Garde, où les Borghese possèdent de grandes propriétés, et investit également dans la rénovation du port de Gênes. Pendant ces années, il est conseiller de la Société pour l'étude de la malaria, fondée en 1898, et il est un des promoteurs de l'assainissement des marécages de l'Agro romano, la région autour de Rome.
En 1904, Scipione Borghese est élu député pour la circonscription d'Albano Laziale et il sera réélu jusqu'en 1913. Il siège alors au sein du Parti radical et de l'Extrême gauche historique. De plus, il fonde avec le socialiste Errico De Marinis la revue Lo Spettatore (1905-1908).
Alors propriétaire de onze automobiles, il participe en 1907 au rallye Pékin-Paris (son frère don Livio occupe alors un poste à la légation italienne à Pékin et sa femme Anna Maria l'accompagne pour l'aller).
Il fut également un infatigable voyageur, explorateur et alpiniste. En 1900, il effectua un voyage en Asie depuis le golfe Persique jusqu'au Pacifique, en passant par la Syrie, la Mésopotamie et la Perse. Quelques mois plus tard, il traversa également la Chine durant un long périple.